# Gymnasium zum Grauen Kloster
Gymnasium zum Grauen Kloster, historiskt Berlinisches Gymnasium zum Grauen Kloster, sedan 1963 formellt under namnet Evangelisches Gymnasium zum Grauen Kloster, är den äldsta gymnasieskolan i Berlin i Tyskland, grundad 1574.

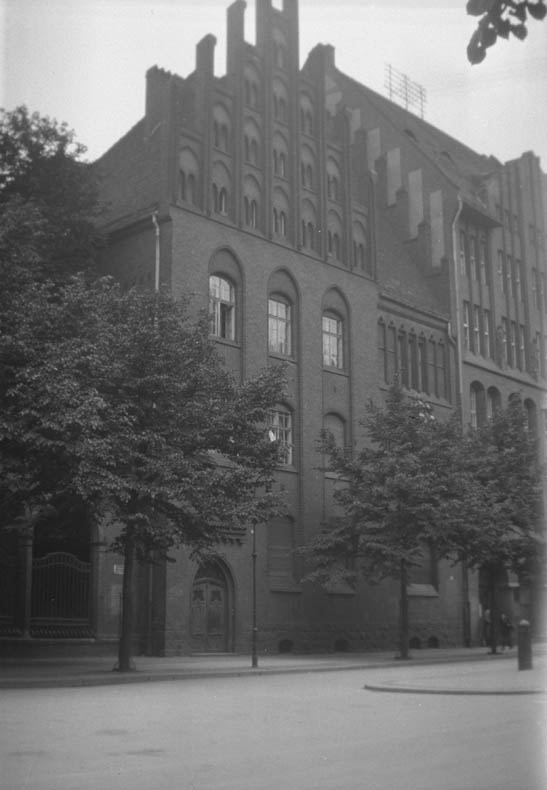
Det historiska Gymnasium zum Grauen Kloster, fasad mot Klosterstrasse. Fotografi av Berit Wallenberg, 1927.

Skolan grundades av kurfurst Johan Georg av Brandenburg 1574 i lokaler som tillhört Berlins gråbrödrakloster fram till stängningen under reformationen. På grund av andra världskrigets skador som förvandlade klosterbyggnaderna till ruiner flyttade skolan först till Niederwallstrasse i dåvarande Östberlin. Biblioteket och alla skolans samlingar samt sätet för den Streitska stiftelsen som finansierade skolans underhåll och utbyggnad blev kvar i Östberlin vid stadens delning, först i Ermelerhaus och därefter i Östberlins stadsbiblioteks byggnad. Då skolan med sina traditioner ofta hamnade i konflikt med DDR-regeringens utbildningspolicy, kom regeringen 1958 att besluta att inte längre bedriva skolan under det gamla namnet; en gymnasieskola med det mer prosaiska namnet Zweite Erweiterte Oberschule Berlin-Mitte fanns kvar på platsen fram till 1984. Istället kom det evangeliska gymnasiet i Schmargendorf i Västberlin att överta namntraditionen Gymnasium zum Grauen Kloster 1963. Verksamheten bedrivs idag som en protestantisk kyrklig privatskola av den evangeliska skolstiftelsen i Berlin, Brandenburg och schlesiska Oberlausitz.
Det historiska skolbibliotekets samlingar skadades delvis i andra världskriget; av 45 tusen volymer återstod endast 14 tusen volymer efter kriget. Dessa förvaras idag som lån i Zentral- und Landesbibliothek Berlin.

## Personer som studerat och verkat vid skolan

### Rektorer
- Jacobus Bergemann (1574–1575)
- Michael Kilian (1575)
- Benjamin Boner (1577–1581)
- Wilhelm Hilden (1581–1586)
- David Görlitz (1587)
- Lorenz Creide (1588–1590, konrektor från 1582)
- Hermann Lipstorp (1590–1597)
- Carl Bumann (1598–1604)
- Joseph Goez (1605–1610)
- Jacobus Scultetus (1611–1612)
- Andreas Hellwig (1613–1614)
- Peter Vehr d. Ä. (1614–1618)
- Georg Gutkius (1618–1634)
- Johannes Bornemann (1634–1636)
- Johannes Poltz (1636–1638)
- Michael Schirmer (subrektor 1636–1651, konrektor 1651–1668)
- Bernhard Kohlreif (1639–1640, från 1635 konrektor)
- Adam Spengler (1641–1651)
- Johannes Heinzelmann (1651–1658)
- Jacob Hellwig d. J. (1658–1662)
- Konrad Tiburtius Rango (1662–1668)
- Gottfried Weber (1668–1698, från 1660 subrektor)
- Samuel Rodigast (1698–1708, från 1680 konrektor)
- Christoph Friedrich Bodenburg (1708–1726)
- Johann Leonhard Frisch (1727–1743, från 1698 subrektor, från 1708 konrektor)
- Joachim Christoph Bodenburg (1743–1759, från 1729 prorektor)
- Johann Jacob Wippel (1759–1765, från 1743 konrektor)
- Anton Friedrich Büsching (1766–1793)
- Friedrich Gedike (1793–1803)
- Johann Joachim Bellermann (1804–1828)
- Georg Gustav Samuel Köpke (1828–1837)
- August Ferdinand Ribbeck (1838–1845)
- Theodor Heinsius (1845–1847)
- Johann Friedrich Bellermann (1847–1867)
- Hermann Bonitz (1867–1875)
- Friedrich Hofmann (1875–1893)
- Ludwig Bellermann (1893–1911)
- Ludwig Martens (1911–1922)
- Arnold Reimann (1922–1933)
- Immanuel Boehm (1933–1937)
- Hans Warneck (1937– )
- Hans Seeger (1954–1971)
- Hans Scholl (1971–1994)
- Klaus Lorkowski (1995–1998)
- Martin Heider (2000–2007)
- Brigitte Thies-Böttcher (2008–2016)
- Xenia von Hammerstein (2016–2019)
- Annette Martinez Moreno (sedan 2019, tillförordnad sedan 2017)

### Kända lärare
- Johann Crüger, kompositör
- Johann Gustav Droysen, historiker
- Friedrich Ludwig Jahn, gymnastikpionjär
- Friedrich Schleiermacher, teolog

### Kända alumner

#### I Graues Kloster 1574–1945
- Heinrich Ernst Beyrich, geolog och paleontolog
- Hans Georg Dehmelt, fysiker och nobelpristagare
- Otto von Bismarck, rikskansler
- Eduard Grell, kompositör
- Paul Hirsch, socialdemokratisk politiker
- Paul Langerhans, läkare och patolog
- Emil Rathenau, ingenjör och grundare av AEG
- Carl Rümker, astronom
- Johann Gottfried Schadow, arkitekt
- Karl Friedrich Schinkel, arkitekt
- Eduard Spranger, pedagog

#### Under DDR 1945–1984
- Lothar de Maizière, politiker
- Jan-Carl Raspe, RAF-terrorist

#### Evangelisches Gymnasium zum Grauen Kloster
- Ulrich Matthes, skådespelare
- Florian Henckel von Donnersmarck, regissör
- Martin Häner, landhockeyspelare